# Monte Wilhelm
Il Monte Wilhelm (4.509 m s.l.m.) è la più alta montagna della Papua Nuova Guinea, ed è la montagna più alta appartenente ad una nazione il cui territorio ricade completamente in Oceania. Fa parte dei monti Bismarck e la sua vetta è situata ai confini delle tre provincie di Simbu, Altopiani Occidentali e Madang. La denominazione locale della vetta è Enduwa Kombuglu in Kuman, una lingua papuasica.

## Scoperta
Il monte Wilhelm ha ricevuto il suo nome nel 1888, quando il giornalista tedesco Hugo Zöller scalò la catena montuosa Finisterre, a sud-est di Madang, e chiamò la catena "Bismarck" in onore del cancelliere tedesco, Otto von Bismarck, e le quattro vette più alte con il nome del cancelliere e dei suoi figli: Otto, Herbert, Maria e Wilhelm. Inizialmente Zöller ritenne il monte Otto il più alto, ma successivamente si scoprì che era solamente 3540 metri e che il monte Wilhelm era molto più alto.
Il monte non fu più scalato fino al 1938, quando Leigh Vial, un ufficiale di perlustrazione del governo, e due papuani, effettuarono la prima scalata registrata. Vial notò che, nonostante la vicinanza all'Equatore, in cima alla montagna esisteva la neve nel periodo della scalata.